# مد-ویو ایرلاین
مد-ویو ایرلاین (به انگلیسی: Med-View Airline) یک شرکت هواپیمایی با کد یاتا VL است که در ۲۰۰۴ میلادی تأسیس شده‌است. دفتر مرکزی مد-ویو ایرلاین در لاگوس، نیجریه واقع شده‌است و قطب این شرکت هواپیمایی در فرودگاه بین‌المللی مرتلا محمد قرار دارد و به ۷ مقصد، پرواز انجام می‌دهد.